# Jan Kooijman
 (décembre 2018).
Si vous disposez d'ouvrages ou d'articles de référence ou si vous connaissez des sites web de qualité traitant du thème abordé ici, merci de compléter l'article en donnant les références utiles à sa vérifiabilité et en les liant à la section « Notes et références ».
Pour les articles homonymes, voir Kooijman.
Jan Kooijman, né le 17 avril 1981 à Rotterdam, est un acteur, doubleur, danseur et animateur de télévision néerlandais.

## Filmographie

### Cinéma, téléfilms et doublage
- 1990 : Winnie l'ourson :Janneman Robinson
- 1993 : The Princes and the Goblin: Curdie
- 2004 : Embracing Time : Niet bekend
- 2005 : Bad Candy was here (nl)	: Hidde
- 2005-2006 : Onderweg naar Morgen : Just Klarenbeek
- 2009–2012 Goede tijden, slechte tijden : Danny de Jong
- 2010 : Nanny McPhee et le Big Bang : Meneer Green
- 2010 : Comme chiens et chats : La Revanche de Kitty Galore :Diggs
- 2011 : De TV Kantine (nl) : Danny de Jong
- 2012 : Sneeuwwitje : Prins Alcott
- 2012 : Toren C : Zichzelf
- 2013 : Verliefd op Ibiza : Kevin
- 2013 : Tad l'explorateur : À la recherche de la cité perdue : Ted
- 2013 : Tarzan : Tarzan
- 2014 : Toscaanse Bruiloft (nl) : Jeroen
- 2014 : Hartenstraat (nl) : Wesley
- 2014 : Bluf : Mark
- 2015 : De TV Kantine (nl) : Prins Hans
- 2016 : De zevende hemel (nl) : Matthijs

## Animation
- 2009-2015 : So You Think You Can Dance sur RTL 5 : Jury
- 2009 : Ranking the Stars (nl) sur BNN	: Candidat
- 2010 : Ik kom bij je eten (nl)sur RTL 4 : Présentateur
- 2011 : Wie is de Mol? (nl) sur AVRO : Candidat
- 2011 : Sunday Night Fever (nl) sur RTL 4 : Coach
- 2012 : AVRO Junior Dance (nl) sur AVRO : Jury
- 2012-2015 : RTL Boulevard (nl) sur RTL 4 : Présentateur
- 2013 : Killer Karaoke sur RTL 5 : Présentateur
- 2013 : Take Me Out sur RTL 5 : Présentateur
- 2013 : Cheat on Me (nl) sur RTL 5 : Présentateur
- 2013-2015 : Everybody Dance Now (nl)	sur RTL 4 : Jury
- 2013 : So You Think You Can Dance: The Next Generation sur RTL 5 : Jury
- 2014 : Ik Ben Een Ster, Haal Me Hier Uit! (nl)	sur RTL 5 : Présentateur
- 2014-2015 : Levenslang met dwang? (nl) sur RTL 5 : Présentateur
- 2015 : Buitenlandse gevangenissen: Hollanders in de cel sur RTL 5	: Présentateur
- 2016 : It Takes 2 (nl) sur RTL 4 : Candidat
- 2016 : Opgejaagd	sur VIJF : Présentateur
- 2016 : Dance Around The World sur KRO-NCRV : Présentateur
- 2016 : Tot elkaar veroordeeld sur KRO-NCRV : Présentateur
- 2017 : Hij is een Zij (nl) sur KRO-NCRV : Présentateur
- 2017 : Echt niet OK! (nl) sur KRO-NCRV	: Présentateur
- 2017 : De Reünie (nl) sur KRO-NCRV : Présentateur
- 2018 : #jesuisdepri sur KRO-NCRV : Présentateur
- 2018 : Dancing with the Stars sur VIER : Jury